# Сей Саллюстий
Сей Саллюстий (лат. Seius Sallustius) — тесть императора Александра Севера.

## Происхождение и имя

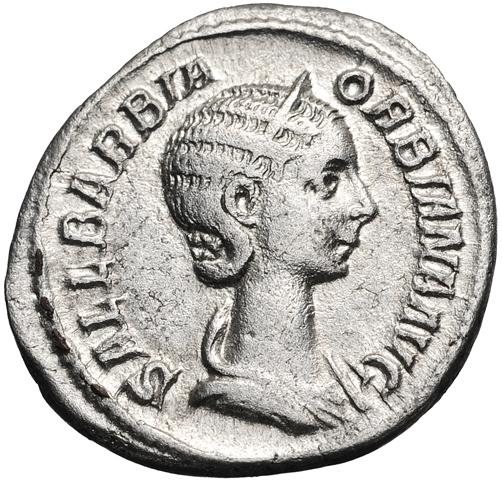
Денарий с портретом Саллюстии Орбианы

Происхождение Саллюстия точно неизвестно. Возможно, он происходил из сенаторского рода, не имевшего политического влияния. Но этот идентифицировать пока не удалось
Имя тестя Александра Севера реконструировать весьма сложно. «История Августов», позднеантичный ненадежный источник, называет его Макрианом или Макрином. Кроме того, нет никаких эпиграфических свидетельств о его имени. Родовые имена «Сей» и «Саллюстий» восстанавливаются из имени его дочери. Подробные сведения об узурпаторе по имени Саллюстий приведены у историка поздней античности Полемия Сильвия. Упоминаемый в этом источнике Саллюстий, вероятно, и есть тесть Александра Севера. Полемий Сильвий, по-видимому, ошибочно поместил его мятеж в правление императора Гелиогабала. Узурпатором Саллюстий не был, поскольку не хотел свергать своего зятя.
Преноменом Саллюстия иногда считают Луций или Гней. Без достаточного обоснования различные возможные формы его имени принимаются в исследованиях: Саллюстий Макрин, Гней Саллюстий Макрин, Луций Сей, Луций Сей Саллюстий, Луций Геренний Саллюстий Макрин и Луций Саллюстий Геренний Сей.
Согласно одной из гипотез, тесть Александра Севера идентичен или является родственником Квинта Саллюстия Макриниана, который в правление императора Септимия Севера в был наместником Мавретании, или с его сыном, носившим такое же имя. Это могло бы объяснить данные «Истории Августов».

## Биография
Саллюстий возвысился благодаря браку его дочери Саллюстии Орбианы с императором Александром Севером. Брак был устроен матерью императора Юлией Мамеей. Саллюстий, вероятно, из-за отсутствия политического веса считался Мамеей неопасным для императора.
На момент свадьбы в 225 году Александру Северу было семнадцать лет. Его жена получила титул Августы.
«История Августов», чье описание данного периода пестрит выдумками, а потому считается исследователями ненадежным источником, сообщает, что Саллюстий получил титул цезаря. Он был назначен преемником императора. Согласно устаревшей гипотезе этот Макриан был отцом первой жены императора. Согласно современным представлениям, Орбиана была единственной супругой Александра Сервера, а её отец никогда не был цезарем.
Несмотря на всё это, дошло до борьбы за власть между Юлией Мамеей, которая фактически правила государством вместо своего совершеннолетнего сына, и честолюбивым Саллюстием. Поэтому брак долго не мог продолжаться: в 227 году Мамея насильно расторгла его. Саллюстий отправился искать поддержку у преторианской гвардии. С её помощью он надеялся победить и свергнуть Мамею. Однако, этот проект преторианцы не поддержали. Саллюстий был схвачен и казнен, а его дочь Орбиана выслана в Африку.